# Karyés (Piérie)
Karyés, en grec moderne : Καρυές, est un village du dème de Kateríni dans le district régional de Piérie, en Macédoine-Centrale, Grèce.
Selon le recensement de 2011, la population du village s'élève à 187 habitants.